# 1378 Leonce
1378 Leonce (1936 DB) là một tiểu hành tinh vành đai chính được phát hiện ngày 21 tháng 2 năm 1936 bởi F. Rigaux ở Uccle.